# جاده ۱۷ (ایران)
جاده ۱۷، جاده‌ای در غرب ایران است که کرمانشاه را از طریق اسلام‌آباد غرب به ایلام و مهران متصل می‌کند.